# Arrondissement du Marin
L'arrondissement du Marin est une division administrative française créée en 1974, située dans la collectivité territoriale de Martinique.
Le code Insee de cet arrondissement est 9723.

## Histoire
L'arrondissement du Marin est créé au 28 avril 1974 par le décret n° 74-329 du 26 avril 1974 portant création de l'arrondissement du Marin dans le département de la Martinique.

## Composition

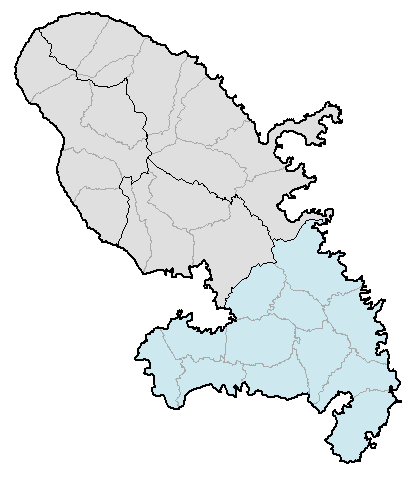
Arrondissement du Marin. Son découpage correspond aux douze communes qui le composent.

### Cantons
Jusqu'à la mise en place de la collectivité territoriale unique, le 1er janvier 2016, l'arrondissement comportait treize cantons :
- Canton des Anses-d'Arlet - (commune) ;
- Canton du Diamant - (commune) ;
- Canton de Ducos - (commune) ;
- Canton du François-1-Nord - (fraction) ;
- Canton du François-2-Sud - (fraction) ;
- Canton du Marin - (commune) ;
- Canton de Rivière-Pilote - (commune) ;
- Canton de Rivière-Salée - (commune) ;
- Canton de Sainte-Anne - (commune) ;
- Canton de Sainte-Luce - (commune) ;
- Canton de Saint-Esprit - (commune) ;
- Canton des Trois-Îlets - (commune) ;
- Canton du Vauclin - (commune).

Légende :
(commune) : canton correspondant à une commune entière ;

(fraction) : canton limité à une fraction de commune.

### Découpage communal depuis 2015
Depuis 2015, le nombre de communes des arrondissements varie chaque année soit du fait du redécoupage cantonal de 2014 qui a conduit à l'ajustement de périmètres de certains arrondissements, soit à la suite de la création de communes nouvelles. Le nombre de communes de l'arrondissement du Marin reste quant à lui inchangé depuis 2015 et égal à 12.
Au 1er janvier 2024, l'arrondissement groupe les 12 communes suivantes :
1. Les Anses-d'Arlet
2. Le Diamant
3. Ducos
4. Le François
5. Le Marin
6. Rivière-Pilote
7. Rivière-Salée
8. Sainte-Anne
9. Saint-Esprit
10. Sainte-Luce
11. Les Trois-Îlets
12. Le Vauclin

## Démographie
En 2022, l'arrondissement comptait 115 038 habitants.
| 1961   | 1968   | 1975   | 1982   | 1990   | 1999    | 2006    | 2011    | 2016    |
| ------ | ------ | ------ | ------ | ------ | ------- | ------- | ------- | ------- |
| 74 692 | 79 627 | 76 742 | 78 329 | 93 345 | 106 818 | 118 139 | 121 136 | 117 168 |

| 2021    | 2022    | - | - | - | - | - | - | - |
| ------- | ------- | - | - | - | - | - | - | - |
| 115 068 | 115 038 | - | - | - | - | - | - | - |

### Remarque
Attention : les données antérieures à 1974 correspondent aux cantons qui composent l'arrondissement du Marin à partir de cette date, et non à l'arrondissement en tant qu'entité administrative, puisque celui-ci n'existait pas avant le décret n° 74-329 du 26 avril 1974.